# Tăng sáng mây đại dương

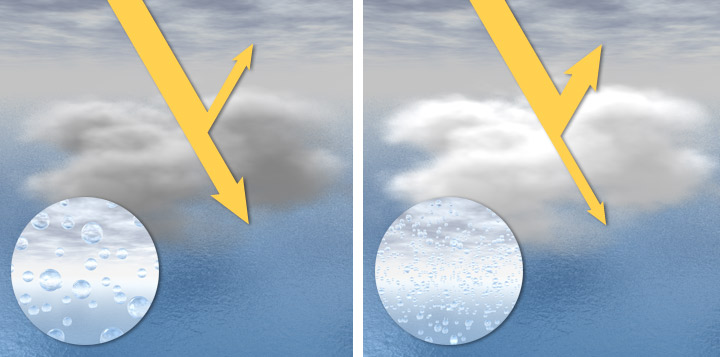
Mây có thể phản xạ bức xạ Mặt Trời mạnh hơn nếu chứa nhiều các hạt nước nhỏ hơn, theo hiệu ứng Twomey.

Tăng sáng mây đại dương là một kỹ thuật quản lý bức xạ mặt trời, được đề xuất để làm cho những đám mây sáng hơn, phản xạ tốt hơn bức xạ Mặt Trời trở lại không gian, làm Trái Đất mát hơn, bù đắp lại sự nóng lên toàn cầu do con người gây ra. Đây là một trong các phương pháp quản lý bức xạ mặt trời được cho là có tính khả thi cao, có tác động khí hậu đáng kể, và có tiềm năng đảo ngược sự nóng lên toàn cầu. Mục tiêu của giải pháp kỹ thuật này là tăng suất phản chiếu của Trái Đất, kết hợp với giảm phát thải khí nhà kính, loại bỏ cacbon dioxide và các phương án thích ứng với biến đổi môi trường, để làm giảm biến đổi khí hậu và rủi ro của nó đối với con người và môi trường. Nếu được thực hiện, hiệu quả làm mát dự kiến sẽ được cảm nhận nhanh chóng, và hiệu quả làm mát này cũng có thể được điều khiển để dừng lại, nếu cần thiết, trong thời gian ngắn. Tuy nhiên, vẫn có các rào cản về công nghệ và chính trị, khi áp dụng kỹ thuật này ở quy mô lớn trên các đại dương. Ngoài ra, việc chủ ý làm thay đổi các hệ thống khí hậu phức tạp cũng luôn tiềm ẩn các rủi ro.

## Nguyên lý
Đa số mây trên Trái Đất có khả năng phản xạ bức xạ Mặt Trời ngược trở về không gian. Mây bao gồm các hạt nước nhỏ bé. Các đám mây càng chứa nhiều hạt nước nhỏ hơn thì càng có màu trắng sáng hơn, và có khả năng phản xạ tốt hơn ánh sáng Mặt Trời ngược trở về không gian. Đây chính là hiệu ứng Twomey. Khi mây phản xạ nhiều hơn ánh sáng Mặt Trời về lại không gian, thì lượng bức xạ Mặt Trời bị Trái Đất hấp thụ - và làm Trái Đất nóng lên - sẽ ít hơn. Do đó, Trái Đất sẽ mát hơn khi mây phản xạ tốt hơn.
Để hình thành được các giọt nước trong mây, ngoài các yếu tố như độ ẩm, nhiệt độ và áp suất phù hợp, còn nhất thiết phải tồn tại trong mây các hạt nhân ngưng tụ mây, thường là các hạt bụi lơ lửng trong không khí, còn gọi là các sol khí. Hơi nước cần các hạt nhân này để bám vào và ngưng tụ thành giọt. Khi bổ sung thêm các hạt nhân ngưng tụ này vào vùng mây có độ ẩm, nhiệt độ, và áp suất phù hợp thì có thể hình thành thêm các giọt nước trong mây, và làm tăng độ phản xạ của mây.

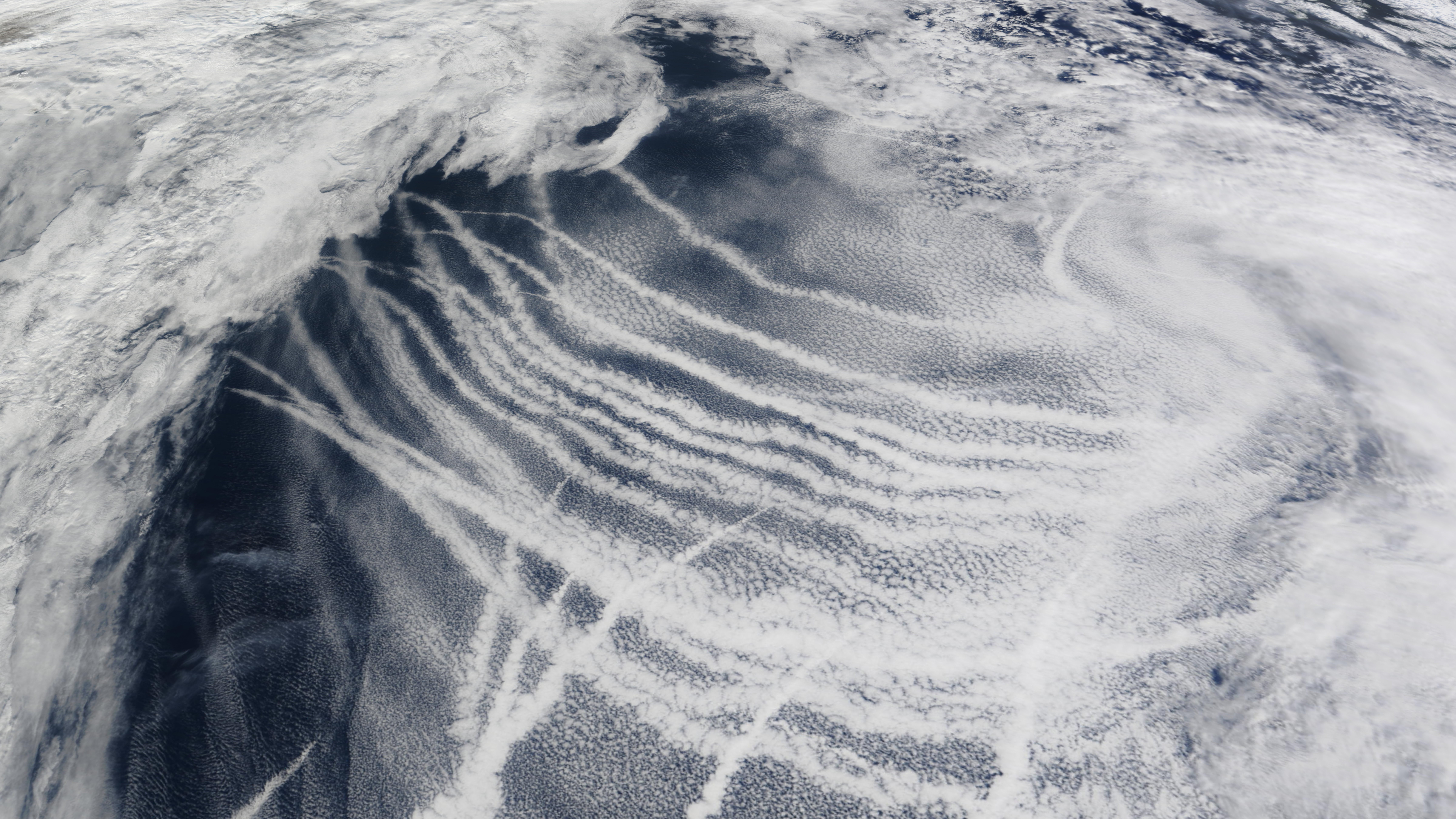
Mây trên đại dương hiện nay đã được tăng sáng phần nào, nhờ vào các hạt bụi phát thải ra từ ống xả của các tàu thủy lớn, kích thích việc ngưng tụ tạo giọt, hình thành thêm nhiều giọt mây ở kích thước nhỏ hơn, phản xạ tốt hơn ánh nắng. Ảnh chụp vệ tinh này cho thấy các vệt trắng dài và ngoằn ngoèo trong mây, ứng với đường đi của các tàu thủy, nơi khói xả để lại hiệu ứng tăng sáng trong mây. Các vệt này gọi là các vệt ngưng tụ tàu biển.

Hiện tại, một hiệu ứng phụ của các hoạt động xả thải ra môi trường trong vận tải biển và công nghiệp là sự phát ra các hạt bụi nhỏ, làm tăng mật độ các giọt nước trong mây ngưng tụ trên các hạt bụi đó, và giảm kích thước trung bình của các giọt nước trong mây, gây nên tăng độ phản xạ của mây. Các luồng khói của tàu biển để lại những dải mây sáng trên đại dương, gọi là các vệt ngưng tụ tàu biển. Hiệu ứng phụ này đang giúp giảm nhiệt độ Trái Đất được khoảng 0,25°C đến 1,5°C so với mức nhiệt độ đáng ra sẽ xảy ra nếu không có hiệu ứng này, làm giảm công suất làm nóng Trái Đất ở mức 1 W/m² trung bình toàn cầu. Hiệu ứng này cũng được xác nhận bởi các thí nghiệm kiểm soát khói xả tàu thủy trên Thái Bình Dương và theo dõi mây được hình thành từ khói xả.
Mức giảm do hiệu ứng nêu trên vẫn chưa đủ để kìm hãm sự nóng lên toàn cầu gây ra bởi hiệu ứng nhà kính. Với kịch bản khí cacbonic có nồng độ tăng gấp đôi so với thời kỳ trước cách mạng công nghiệp, thì mức tăng của công suất làm nóng Trái Đất do khí cacbonic gây ra là 3,7 W/m² trung bình toàn cầu. Như vậy, để triệt tiêu được mức tăng 3,7 W/m² trung bình toàn cầu, mức giảm 1 W/m² trung bình toàn cầu do mây sáng hơn nhờ khói tàu thủy là chưa đủ, và có thể cần làm sáng thêm nữa mây ở đại dương.
Nhiều phương án làm tăng thêm nữa, một cách chủ động, dễ tiên đoán và dễ điều khiển, độ phản xạ của mây, theo cách tương tự với hiệu ứng nêu trên, đã được đề xuất, lần đầu bởi John Latham năm 1990, và tiếp tục được mở rộng bởi nhiều người khác. Ví dụ như phương án do John Latham và Stephen Salter đề xuất, theo đó việc phun các hạt nước biển vào khí quyển ở đại dương có thể làm tăng mật độ các hạt nhân ngưng tụ mây, giúp hình thành thêm các giọt nước nhỏ trong mây, làm tăng độ phản xạ của mây.

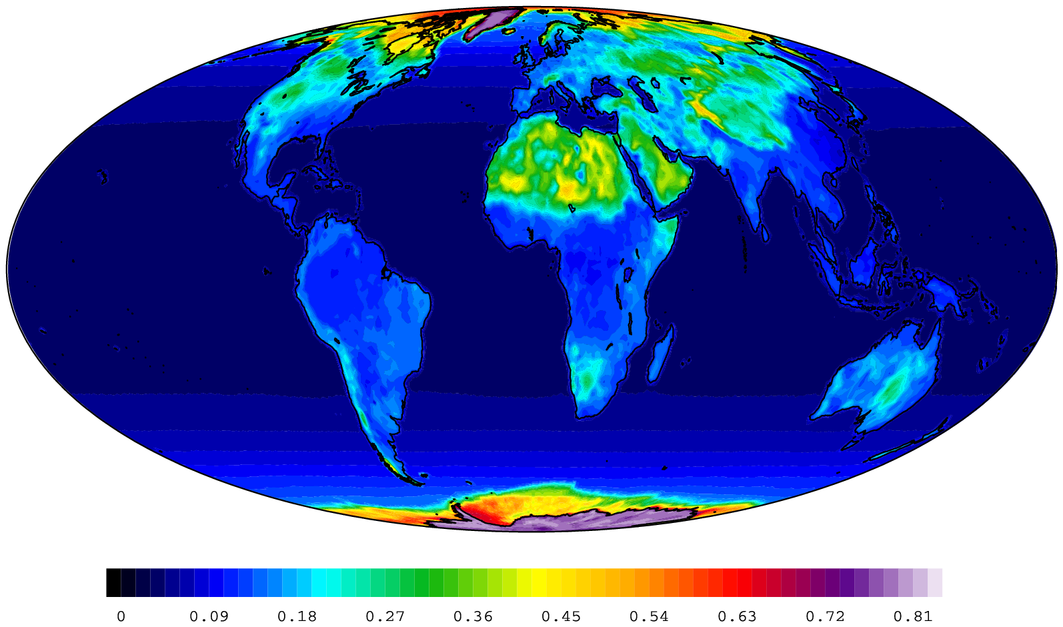
Phân bổ suất phản chiếu, và do đó là mức độ hấp thụ bức xạ Mặt Trời, trên bề mặt Trái Đất, đo năm 2004 bởi dự án Ceres. Đại dương có suất phản chiếu thấp hơn lục địa, và do đó hấp thu mạnh hơn bức xạ Mặt Trời.

Việc nhắm đến các đám mây ở đại dương, chứ không phải ở đất liền, để tăng sáng, sẽ hiệu quả hơn, vì các lý do sau. Thứ nhất, môi trường khí quyển ở đại dương thiếu các hạt nhân ngưng tụ mây, do có nồng độ bụi và chất ô nhiễm thấp hơn so với ở lục địa. Các vệt ngưng tụ tàu biển là minh chứng cho thấy điều kiện môi trường khí quyển tầng thấp ở đại dương nhiều khi sẵn sàng, chỉ cần có thêm các hạt nhân ngưng tụ mây là mây sáng sẽ hình thành. Thứ hai, đại dương vốn có tỷ suất hấp thụ bức xạ Mặt Trời mạnh hơn (hấp thụ đến 94%)so với đất liền (hấp thụ cỡ 60% đến 75%). Do vậy mây che nắng ở đại dương sẽ làm giảm mạnh hơn bức xạ bị hấp thụ, so với mây che ở đất liền. Đại dương cũng có khả năng lưu trữ nhiệt tốt hơn so với đất liền; đất liền nguội nhanh hơn vào ban đêm. Điều này càng khiến việc tập trung làm mát cho đại dương sẽ hiệu quả hơn.
Các loại mây khác nhau, ở đại dương, đem lại hiệu quả khác nhau, với kỹ thuật tăng sáng mây đại dương. Các mây tầng tích, là các đám mây thấp, nhiều tầng, ngay phía bên trên mặt biển, là nhạy cảm nhất với việc bổ sung sol khí. Chỉ cần phun thêm sol khí vào luồng khí nóng bốc lên từ mặt biển, nằm dưới các đám mây tầng tích, thì dòng khí nóng đó sẽ đưa các sol khí này tới độ cao của mây tầng tích, bổ sung dễ dàng các hạt nhân ngưng tụ mây cho các mây này. Phương án này sẽ tiết kiệm năng lượng và chi phí trong việc đưa sol khí lên độ cao của mây, nhờ tận dụng năng lượng có sẵn của dòng khí nóng bốc lên tự nhiên. Các đám mây tầng tích phổ biến ở các vùng đại dương có vĩ độ cận nhiệt đới và vĩ độ trung bình, với độ phủ trung bình hàng năm trên 50%.
Nguồn hạt nhân ngưng tụ mây được đề xuất bổ sung thường là muối biển trong nước biển, mặc dù cũng có một số ít các đề xuất khác.. Khi phun các giọt nước biển nhỏ bé vào dòng khí nóng đang bốc lên trên bề mặt đại dương, trong quá trình các giọt nước biển này được đẩy lên cao bởi dòng khí, nước ở các giọt này sẽ bị bốc hơi dần, để trơ lại muối biển cô đặc thành sol khí khi chúng đạt độ cao của mây tầng tích.
Tuy rằng ảnh hưởng của sol khí lên việc hình thành mây đã được nghiên cứu nhiều, vẫn có những điểm chưa chắc chắn. Hiệu ứng tăng sáng mây, do ảnh hưởng của bụi phát thải bởi tàu biển và nhà máy, là yếu tố khó tính toán và quan trọng trong các mô hình thời tiết . Cụ thể, số lượng các giọt nước được hình thành thêm ở trong mây không tỷ lệ thuận với số hạt sol khí được bổ sung vào, thậm chí có thể giảm đi khi tăng nhiều sol khí. Việc ngoại suy hiệu ứng của sol khí đối với quá trình tạo mây từ quy mô thí nghiệm nhỏ lên quy mô vùng khí hậu lớn là không hiển nhiên.

## Đề xuất
Phương pháp làm sáng mây đại dương được quan tâm nhiều là dùng các tàu biển để phun sương từ nước biển vào các mây tầng tích. Khi nước biển ở các giọt sương bốc hơi, để lại các hạt muối khô, kích thước tối ưu cho các hạt muối khô là vào cỡ 30 đến 100 nm. Chúng cần được đưa vào mây tầng thấp ở đại dương với lực đủ lớn và quy mô đủ rộng.

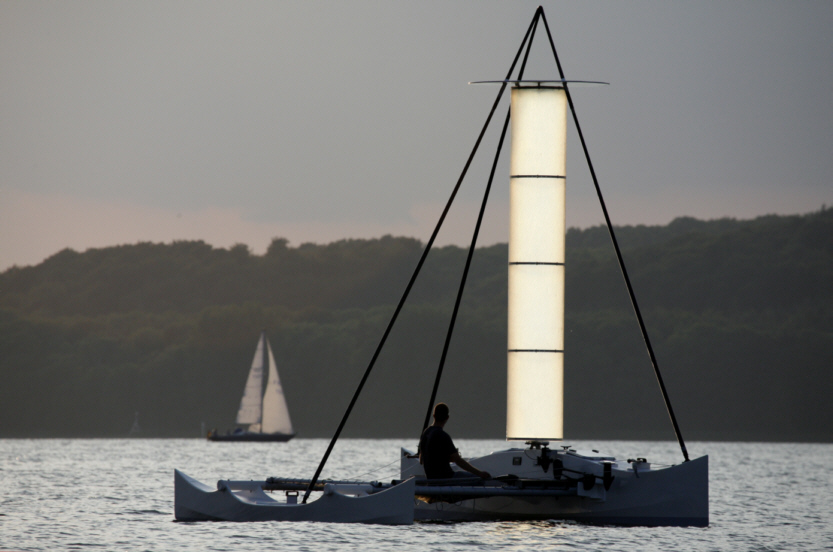
Tàu Flettner, sử dụng hiệu ứng Magnus để làm sức kéo.

Những nghiên cứu đầu tiên, bởi John Latham và Stephen Salter, đề xuất dùng 1500 tàu Flettner không người lái, dùng năng lượng gió, chạy tự động trên đại dương, để phun sương nước biển. Lưu lượng phun của các tàu này dự kiến ở mức 50 mét khối mỗi giây, bao phủ một phần đáng kể diện tích bề mặt đại dương. Các nghiên cứu sau này cho thấy các tàu thủy thông thường cũng có thể được sử dụng. Một số nghiên cứu đã xem xét việc sử dụng máy bay để phun sương, nhưng kết luận là chúng có chi phí quá lớn.
Các kỹ thuật tạo ra các hạt sương là rất quan trọng, quyết định mức độ tiêu thụ năng lượng và chi phí. Nhiều phương án tạo sương, được liệt kê sau đây, đã được xem xét và loại bỏ.
1. Tạo bọt biển. Khi bọt biển vỡ, chúng sẽ bắn những giọt nước nhỏ vào không khí.[38]
2. Dùng áp điện. Các miếng áp điện, nằm trong điện trường xoay chiều, sẽ rung động và tạo sóng Faraday trên bề mặt. Khi mặt sóng thay đổi đột ngột, các giọt nước sẽ bị bắn vào không khí tại đỉnh sóng. Đây là nguyên lý hoạt động của một số máy phun sương tạo ẩm trong gia đình. Tuy nhiên phương án này tiêu thụ quá nhiều năng lượng.[39]
3. Phun tĩnh điện các giọt nước biển. Kỹ thuật này dùng các tàu, có thể là tàu không người lái, di chuyển trên mặt biển tùy theo điều kiện thời tiết.

Đến năm 2014, có 4 phương án phun sương được cho là có thể áp dụng ở quy mô lớn, là:
1. Dùng hiệu ứng bất ổn Plateau–Rayleigh để phun sương[21]. Trong kỹ thuật này, tia nước khi đi qua vòi phun nhỏ sẽ bị vỡ thành các hạt có đường kính cỡ 1,89 lần đường kính vòi phun.
2. Dùng tia nón Taylor.[40] Trong kỹ thuật này, tia nước được tích điện và được phun ra bởi một điện trường.
3. Dùng dòng chất lưu siêu tới hạn.[40] Trong kỹ thuật này, nước biển được đun lên trạng thái siêu tới hạn, rồi được phun qua vòi.
4. Phun sủi bọt [41]. Trong kỹ thuật này, khí ni tơ được trộn với nước biển và phun qua vòi.

Ngoài việc dùng nguồn nước biển, các nguồn tạo hạt nhân ngưng tụ mây khác đã được xem xét là:
1. Sử dụng khói động cơ tàu thủy[2].
2. Sử dụng các hạt dầu parafin, tuy rằng tính khả thi của phương án này đã bị bác bỏ[15].

## Chi phí và ưu nhược điểm
Có những ước tính khác nhau về chi phí xây dựng và vận hành hệ thống làm tăng sáng mây đại dương. Một nghiên cứu cho thấy chi phí duy trì hệ thống khoảng 50 đến 100 triệu bảng Anh mỗi năm. Một báo cáo khác gợi ý chi phí vận hành tới 5 tỷ đô la Mỹ mỗi năm nếu muốn giảm công suất làm nóng Trái Đất ở mức mạnh, tới 5 W/m² trung bình toàn cầu. Một nghiên cứu khác cho thấy, chi phí năng lượng để duy trì vận hành hệ thống phun sương nước biển, đủ để làm giảm công suất làm nóng Trái Đất ở mức 4 W/m² trung bình toàn cầu, theo kỹ thuật tiết kiệm năng lượng là phun tia bằng hiệu ứng bất ổn Plateau–Rayleigh, tạo các giọt có kích thước cỡ 100 nm, chỉ tiêu tốn công suất khoảng 30 MW.
Mức chi phí như nêu trên thuộc vào loại thấp nhất trong các kỹ thuật quản trị bức xạ Mặt Trời. Chi phí này thấp hơn so với tổn thất do việc để cho sự nóng lên toàn cầu không được kiểm soát. Ngoài ra, tăng sáng mây đại dương cũng có chung ưu điểm khác của các kỹ thuật quản trị bức xạ Mặt Trời là đem lại hiệu quả nhanh, có thể dừng lại nhanh. Nếu việc phun sol khí được tăng cường hoặc dừng lại, thì độ sáng của mây sẽ phản ứng theo trong vòng vài ngày đến vài tuần, do các hạt nhân ngưng tụ mây luôn kết tủa và rơi xuống một cách tự nhiên.

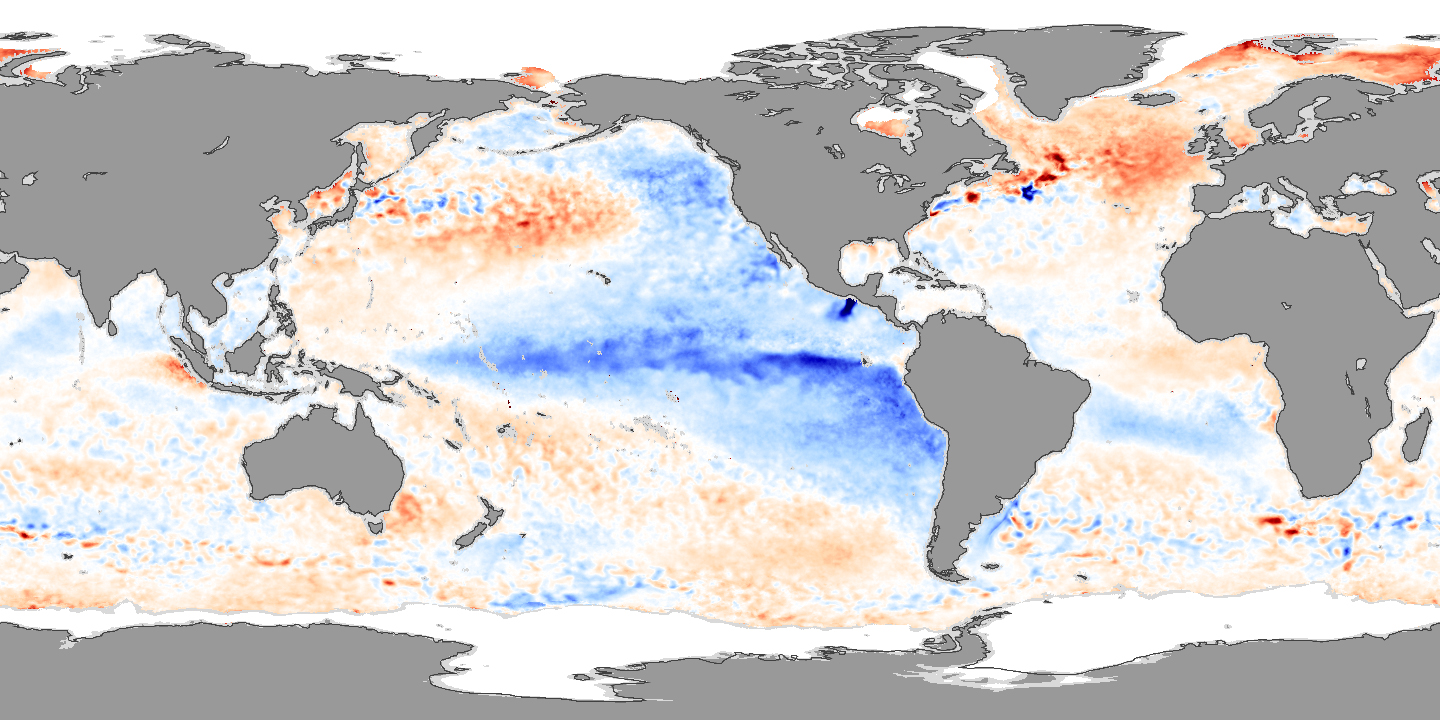
Nhiệt độ Thái Bình Dương giảm trong điều kiện của hiện tượng La Niña. Trên hình, màu xanh ứng với vùng nước lạnh, màu đỏ ứng với vùng nước ấm hơn.

So với các kỹ thuật quản trị bức xạ Mặt Trời khác, như phun sol khí tầng bình lưu, tăng sáng mây đại dương còn có thể được điều khiển để giới hạn hiệu ứng cho một vùng, thay vì cho toàn cầu. Ví dụ, nó có thể được dùng để làm ổn định Dải băng ở Tây Nam Cực, hoặc làm mát cho Rạn san hô Great Barrier. Tăng sáng mây đại dương cũng có thể được điều khiển để ảnh hưởng khí hậu đến toàn cầu. Nhiều nghiên cứu mô phỏng cho thấy hiệu ứng làm mát toàn bộ Thái Bình Dương và làm tăng băng ở các vùng cực, tương tự như hiện tượng La Niña, dù cho chỉ làm tăng sáng mây ở một vài vùng phía đông Thái Bình Dương. Ngoài ra, tăng sáng mây đại dương, theo các đề xuất phổ biến hiện tại, chỉ sử dụng các nguồn nguyên liệu tự nhiên và dồi dào là nước biển và gió, thay vì đưa thêm các chất nhân tạo vào môi trường.
Tuy vậy, cũng giống như các kỹ thuật quản trị bức xạ Mặt Trời khác, các bằng chứng trên mô hình khí hậu toàn cầu tăng sáng mây đại dương còn có giới hạn. Các mô hình tính toán hiện tại cho thấy tăng mây đại dương có thể làm mát đáng kể Trái Đất, đạt được mức giảm công suất làm nóng Trái Đất tới 3,7 W/m² trung bình toàn cầu, hoặc thậm chí ở mức giảm nhiều hơn. Nhưng các mô hình tính toán khác nhau cho ra các kết quả khác nhau; cho thấy những điểm chưa chắc chắn ở các mô hình. Các nghiên cứu gần đây nhắm đến việc thống nhất các kết quả cho ra ở các mô hình tính toán khác nhau. Việc làm tăng sáng mây sẽ có khả năng làm thay đổi quy luật và cường độ của lượng mưa ở nhiều vùng thời tiết. Tuy nhiên, các mô hình cho thấy, thay đổi về lượng mưa có khả năng ít hơn so với kỹ thuật khác như phun sol khí tầng bình lưu, và ít hơn đáng kể so với nếu để cho việc nóng lên toàn cầu không được kiểm soát.

## Triển khai
Một liên minh nghiên cứu, gọi là Marine Cloud Brightening Project đã được thành lập để phối hợp các hoạt động nghiên cứu về tăng sáng mây đại dương. Chương trình hoạt động của liên minh này bao gồm: mô phỏng trên máy tính, thí nghiệm tại thực địa, phát triển các công nghệ và chính sách, liên quan đến tăng sáng mây đại dương và các hiệu ứng sol khí và mây. Chương trình này là mô hình để thực hiện các thí nghiệm trong khí quyển mà không ảnh hưởng đến môi trường. Được hình thành vào năm 2009 bởi Kelly Wanser với sự hỗ trợ của Ken Caldeira, dự án này đang được đặt tại Đại học Washington.  Các đồng chủ trì gồm Robert Wood, Thomas Ackerman, Philip Rasch, Sean Garner, và Kelly Wanser. Dự án được quản trị bởi Sarah Doherty.

Các vùng biển theo luật quốc tế.

Hoạt động làm tăng sáng mây đại dương được thực thi theo luật pháp quốc tế, vì thường triển khai ở ngoài lãnh hải các nước, và nó thường ảnh hưởng đến môi trường của nhiều nước khác nhau và ảnh hưởng đến đại dương. Nếu một quốc gia muốn triển khai hoạt động tăng sáng mây đại dương thì phải tuân theo các tiêu chuẩn của hoạt động thẩm tra, như phải thực hiện trước đánh giá ảnh hưởng môi trường, thông báo và hợp tác với các nước bị ảnh hưởng, thông báo cho công chúng, và xây dựng kế hoạch phản ứng trong tình huống khẩn cấp.
Việc tăng sáng mây đại dương cũng phải tuân theo luật biển quốc tế, như UNCLOS. UNCLOS yêu cầu hoạt động này không được làm hại môi trường biển. Các tàu tham gia nghiên cứu hay triển khai tăng sáng mây đại dương phải treo cờ của quốc gia mà tàu đã đăng ký và xin phép hoạt động, ngay cả với các tàu không người lái. Quốc gia được treo cờ phải thực thi luật pháp với các tàu này. Nếu tàu đi vào lãnh hải của các nước, cần có sự cho phép của các nước liên quan. Trong vùng đặc quyền kinh tế, hoạt động nghiên cứu khoa học cần phải xin phép nước sở tại, còn hoạt động tăng sáng mây đại dương mà không phải là nghiên cứu khoa học thì dường như không cần xin phép. Có một số điểm chưa rõ ràng liên quan đến áp dụng luật cho tàu không người lái.
Giống với các kỹ thuật quản trị bức xạ Mặt Trời khác, làm tăng sáng mây đại dương không giúp giảm nồng độ cacbonic, và do đó không giải quyết các vấn đề khác cho khí nhà kính này gây ra, như axít hóa đại dương. Việc triển khai tăng sáng mây đại dương, như một giải pháp ngắn hạn, do đó, vẫn cần được tiến hành song song với giải pháp lâu dài là giảm phát thải khí nhà kính, tiến đến loại bỏ cacbon dioxide.